# Алікорто малий
Аліко́рто малий (Brachypteryx leucophris) — вид горобцеподібних птахів родини мухоловкових (Muscicapidae). Мешкає в Південно-Східній Азії.

## Опис
Алікорто малий — дрібний птах з короткими крилами і хвостом, довжина якого становить 13 см. Верхня частина тіла у самців сиза, у самиць — коричнева. І у самців, і у самиць горло і нижня частина тіла є білуватими. Над очима білі "брови", не завжди помітні. Самці підвидів B. l. wrayi і B. l. langbianensis мають темно-сизі боки і живіт.

## Підвиди
Виділяють п'ять підвидів:
- B. l. nipalensis Moore, F, 1854 — від Гімалаїв до західної і північної М'янми та півдня центрального Китаю;
- B. l. carolinae La Touche, 1898 — південь і південний схід Китаю, східна М'янма, північно-східний Таїланд і північний Індокитай;
- B. l. langbianensis Delacour & Greenway, 1939 — південний Індокитай;
- B. l. wrayi Ogilvie-Grant, 1906 — центр і південь Малайського півострова;
- B. l. leucophris (Temminck, 1828) — Суматра, Ява і Малі Зондські острови.

## Поширення і екологія
Малі алікорто поширені від східного Непалу до китайської провінції Чжецзян і до Тимору. Вони живуть в гірських і рівнинних вологих тропічних лісах. Зустрічаються на висоті від 600 до 2100 м над рівнем моря.